# ドルトムント空港
ドルトムント空港（ドルトムントくうこう、独: Flughafen Dortmund、英: Dortmund Airport）は、ドイツ連邦共和国のノルトライン＝ヴェストファーレン州ドルトムントにある国際空港。

## 概要
ドルトムント中心部の10km東に位置する。ドルトムント空港は格安航空会社が独占的に使用している。2019年の旅客数は271万人だった。

## 歴史
初代ドルトムント空港は現在地より市街地に近い位置にあり、1925年に商業飛行が開始された。パリ行きなどの国際線も運航され、1928年には2589回の出発を記録した。しかし1939年に第二次世界大戦が始まるとドイツ軍が空港を使用することになった。戦後はイギリス空軍が接収し、1990年代まで駐屯していた。
1960年に二代目となる現空港が建設されたが、州政府はデュッセルドルフ空港の整備を優先し、ドルトムント空港はターボプロップ機によるチャーター便が主体の地域空港として存続していた。
2000年に新ターミナルが完成すると発着枠に余裕のないフランクフルト空港やデュッセルドルフ空港から航空会社が移動し始めた。旅客数は急速に増加した。近年では、格安航空会社の運航が中心となっている。

## アクセス
ドルトムント中央駅から直行バスが運行している。

## 主な航空会社
- ユーロウイングス
- ウィズエアー
- ライアンエアー
- サンエクスプレス
- Sky Express

## その他
- 2006 FIFAワールドカップの会場であり、ボルシア・ドルトムントのホームスタジアムであるヴェストファーレン・シュタディオンの最寄り空港である。